# عضوية الكلية الملكية لأطباء الباطنة
عضوية الكلية الملكية لأطباء الباطنة (اختصارًا MRCP)، والتي تعرف في الدول العربية أيضاً باسم (الزمالة البريطانية في أمراض الباطنة) هي عبارة عن دبلومة طبية في المملكة المتحدة. ويتم إجراء الاختبارات بواسطة اتحاد الكليات الملكية لأمراض الباطنة والتي تضم الكلية الملكية لأطباء الباطنة في لندن والكلية الملكية لأطباء الباطنة في إدنبرة وكذلك كلية جلاسكو الملكية لأطباء الباطنة والجراحين، وتقوم الكلية الملكية الثلاث بالاشتراك في إجراء هذا التقييم ثلاثي الأجزاء في أمراض الباطنة العامة والذي يشمل جزئين تحريريين وجزء ثالث عبارة عن امتحان عملي، ويتم إجراء هذه الاختبارات في مراكز بالمملكة المتحدة وكذلك عبر البحار في بعض البلدان الأخرى.
في الوقت الحالي، تبلغ تكلفة الفحص 1495 جنيهًا إسترلينيًا من البداية إلى النهاية إذا تم أخذ جميع الأجزاء في المملكة المتحدة و2390 جنيهًا إسترلينيًا إذا تم أخذها في الخارج.

## روابط خارجية
- الموقع الرسمي